# Walter Frederick Whittard
Walter Frederick Whittard (1902-1966) est professeur de géologie à l'Université de Bristol.
Whittard reçoit la médaille Murchison de la Geological Society of London en 1965 et est élu membre de la Royal Society. 